# ریور اج (نیوجرسی)
ریور اج (به انگلیسی: River Edge) شهری در ایالت نیوجرسی کشور ایالات متحده آمریکا است که جمعیت آن در سرشماری سال ۲۰۱۰ میلادی، ۱۱٬۳۴۰ نفر بوده‌است.